# ویولا دزموند
ویولا ایرنه دزموند (انگلیسی: Viola Irene Desmond)؛ (۶ ژوئیه ۱۹۱۴ – ۷ فوریه ۱۹۶۵) یک زن بازرگان سیاه‌پوست اهل نوا اسکوشیای کانادا بود که در سال ۱۹۴۶ تبعیض نژادی را در یک سینما در نیو گلاسگو، نوا اسکوشیا به چالش کشید و نماد مبارزه با تبعیض نژادی در این کشور شد. او حاضر به ترک صندلی «مخصوص سفیدپوست‌ها» در سالن سینما نشد. به این سبب او دستگیر و به پرداخت تفاوت مالیات یکساله برای صندلی که او پرداخت کرده بود و صندلی که وی استفاده کرد، محکوم شد. این کار دزموند یکی از معروفترین حوادث تاریخ مبارزه با تبعیض نژادی در کانادا محسوب می‌شود که به شروع جنبش حقوق مدنی مدرن در کانادا کمک کرد.
در سال ۲۰۱۰ اولین جایزهٔ عفو پس از مرگ در کانادا به دزموند اعطا شد. دولت نوا اسکوشیا نیز برای محکوم کردن او به فرار از پرداخت مالیات و اذعان به حق مقاومت او در برابر تبعیض نژادی عذرخواهی کرد.
در سال ۲۰۱۶ بانک مرکزی کانادا اعلام کرد که دزموند اولین زن کانادایی خواهد بود که تصویرش بر روی یک اسکناس چاپ می‌شود، اما این افتخار به اگنس مکفیل رسید که تصویرش همراه با سه مرد در اسکناس یادبود سال ۲۰۱۷ به مناسبت ۱۵۰مین سالگرد تشکیل کنفدراسیون کانادا منتشر شد.
در ۸ مارس ۲۰۱۸ بانک مرکزی کانادا از اسکناس ۱۰ دلاری جدیدی رونمایی کرد که هم عمودی است و هم تصویر ویولا دزموند را بر روی خود دارد. این نخستین بار است که عکس یک زن رنگین‌پوست بر روی یک اسکناس کانادایی درج می‌شود و نیز این نخستین اسکناس عمودی در کاناداست. مسئولان بانک مرکزی می‌گویند دلیل طراحی عمودی این اسکناس این بوده که بتوانند عکس «ویولا دزموند» را بزرگ‌تر چاپ کنند. نام دزموند همچنین به عنوان افراد ملی تاریخ در سال ۲۰۱۸ درج شد.